# Савромат II
Савромат ІІ — царь Боспорского государства в 174/175—210/211 годах.

## Биография

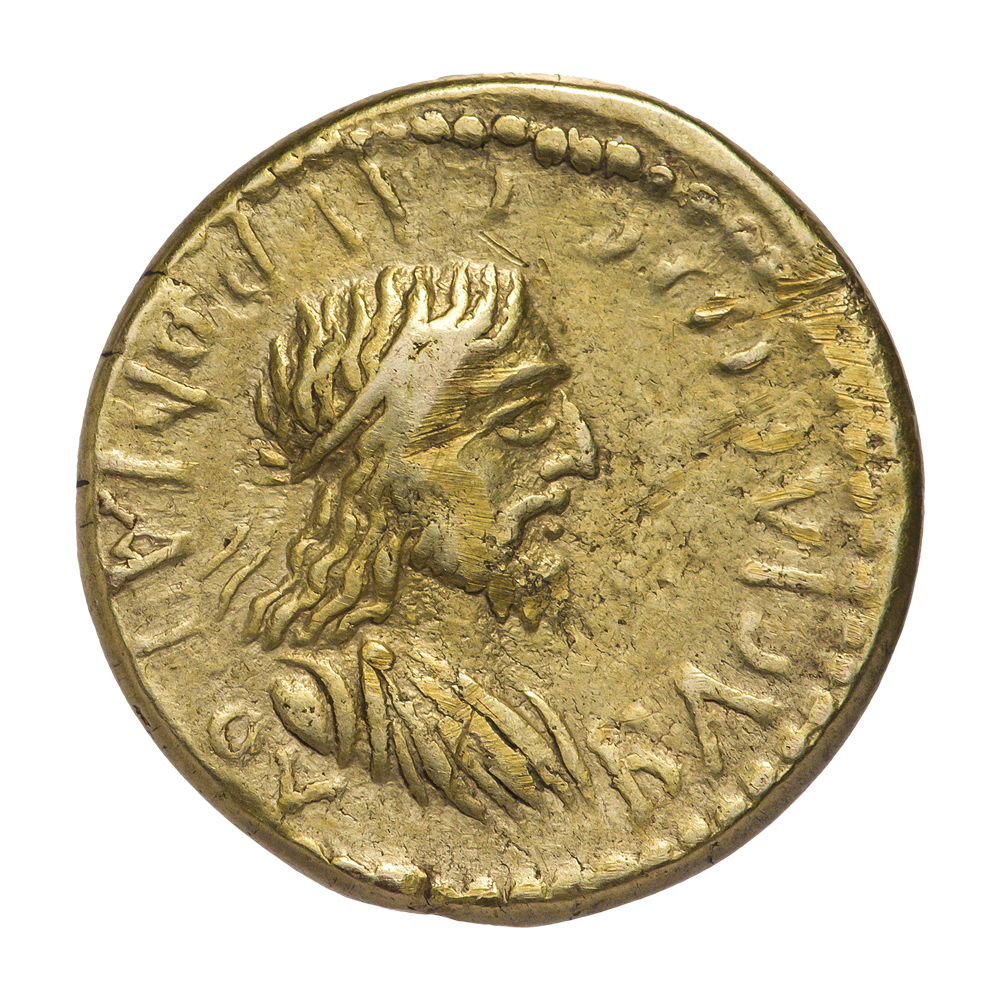
Монета Боспорского царства — статер Савромата II. Ок. 209 г. Аверс: надпись ВАСIΛEωC CAVPOMATOY, бюст царя Савромата II вправо, точечный ободок.

Происходил из династии Аспургов. Сын царя Реметалка I. Савромату II удалось окончательно установить контроль над Крымом. Присоединил к царству часть полуострова, заселенную таврами. В 192—193 годах Савромат II разгромил племена сираков по реке Ахард (нынешняя Кубань) и подчинил их своей власти. При Савромате II на Боспор усиливают набеги племена сарматов.
В 186 году провёл денежную реформу, в рамках которой ввел новые номиналы — денарий, двойной денарий, двойной сестерций, драхм. В начале 190-х годов для финансирования войска уменьшил содержание золота в статерах до 15-30 %. В то же время бронзовые денарии стали чеканить со звездой и изображением римского императора Септимия Севера.
Находился в вассальной зависимости от Римской империи, хотя при его правлении влияние Рима на дела царства уменьшилось. В 193 или 194 году царь Боспора заключил с римлянами договор о разделе Таврики между Римской империей и Боспорским царством. Юго-западную часть Крымского полуострова заняли римляне от реки Альма и реки Салуста до Херсонеса с удобными стоянками кораблей в Лампаде и Хараксе (ныне Ай-Тодор).
Савромат II начал восстанавливать Феодосию, которая сильно пострадала от войн, в порту которой он надеялся разместить боспорский флот для борьбы с пиратами на море. Борьба с пиратами завершилась успехом: берега Меотийского (Азовского) моря и побережья Крыма, а также азиатской части Северного Причерноморья были укреплены. Одновременно приказал укреплять и отстраивать крепость в Тафрах, чтобы помешать вторжению роксоланов. Савромат II также провел денежную реформу, повысив номинальную стоимость медной монеты. Усиливаются экономические связи с городами южного побережья Черного моря. Савромат способствовал переселению греческих купцов и ремесленников Малой Азии в свои города.